# Enwer Gennadjewitsch Lissin
Enwer Gennadjewitsch Lissin (russisch Энвер Геннадьевич Лисин; * 22. April 1986 in Moskau, Russische SFSR) ist ein russischer Eishockeyspieler, der seit Oktober 2019 beim HK Traktor Tscheljabinsk in der Kontinentalen Hockey-Liga unter Vertrag steht.

## Karriere
Lissin spielte während seiner Juniorenzeit im Nachwuchssystem des HK Dynamo Moskau. In der Saison 2001/02 – im Alter von 15 Jahren – kam er erstmals in der zweiten Mannschaft des Hauptstadtklubs, die in der drittklassigen Perwaja Liga spielte, zum Einsatz. Auch in den folgenden zwei Jahren wurde der Flügelstürmer dort eingesetzt. Im Verlauf der Spielzeit 2003/04 verließ Lissin das Team jedoch und wechselte zu Kristall Saratow in die zweitklassige Wysschaja Liga. In den 35 Partien, die er für das Team bestritt, erzielte Lissin insgesamt 16 Scorerpunkte, darunter zehn Tore. Nachdem er in der anschließenden Sommerpause im NHL Entry Draft 2004 in der zweiten Runde an 50. Stelle von den Phoenix Coyotes ausgewählt worden war, wechselte Lissin zur Saison 2004/05, die in der National Hockey League einem Lockout zum Opfer gefallen war, zum russischen Superligisten Ak Bars Kasan. Für Kasan kam der Rookie in seiner ersten Erstliga-Saison zu 53 Saisoneinsätzen, in denen er zwölf Punkte verbuchte. Leicht verbessert zeigte er sich in der Folgesaison, als ihm ebenso viele Punkte wie in der Vorsaison gelangen, er jedoch zehn Spiele weniger bestritt. Zudem steuerte er in den Playoffs in 13 Begegnungen vier Punkte bei, womit er einen kleinen Anteil am ersten Titelgewinn des Klubs aus der Republik Tatarstan seit 1998 hatte.
Nach dem großen Erfolg mit der Mannschaft verließ Lissin Russland und unterschrieb letztlich einen Vertrag in der Organisation der Phoenix Coyotes, die sich zwei Jahre lang intensiv um ihn bemüht hatten und zwischenzeitlich sogar über eine Abgabe der Transferrechte an eines der anderen 29 NHL-Franchises nachgedacht hatten. Die ersten Saisonspiele absolvierte Lisin für die San Antonio Rampage, das Farmteam der Coyotes, in der American Hockey League, wurde jedoch wenig später erstmals in den NHL-Kader beordert. Dort absolvierte er 17 Partien, in denen ihm ein Tor und eine Vorlage gelangen. Sein schlechter Plus/Minus-Wert von −18 bewogen den Trainerstab und das Management aber ihn am Ende des Monats November wieder nach San Antonio zu schicken. Lissin weigerte sich jedoch den Flug in die texanische Metropole anzutreten. Stattdessen flog er ohne Erlaubnis nach Russland zurück, woraufhin ihn die Teamleitung auf unbestimmte Zeit suspendierte. Er heuerte bei seinem Ex-Klub in Kasan an, bei dem er die Spielzeit beendete und den IIHF European Champions Cup des Jahres 2007 gewann.
Im Sommer 2007 klärten sich Lissins Differenzen mit den Phoenix Coyotes, was ihn dazu bewog nach Nordamerika zurückzukehren. Zwar verbrachte er die Spielzeit 2007/08 hauptsächlich in der AHL bei den San Antonio Rampage, für die er 35 Punkte in 58 Begegnungen erzielte, kam aber auch in 13 NHL-Partien zum Einsatz. Mit fünf Punkten, darunter vier Tore, wusste er dabei durchaus zu überzeugen. Zu Beginn der Saison 2008/09 stand Lissin ebenfalls im NHL-Kader, war aber meist als 13., überzähliger Stürmer ohne Einsatz. Zudem wurde er auch wieder in der AHL eingesetzt. Dennoch kam der Stürmer im Saisonverlauf zu 48 Einsätzen, in denen ihm 21 Scorerpunkte gelangen, ehe er Mitte Juli 2009 im Tausch für den Finnen Lauri Korpikoski an die New York Rangers abgegeben wurde.
Nach der Saison 2009/10 bekam Lissin keinen neuen Vertrag bei den Rangers und absolvierte das Trainingslager der Atlanta Thrashers, erhielt aber keinen Vertragsangebot. Daher kehrte er nach Russland zurück und wurde vom HK Metallurg Magnitogorsk verpflichtet.
Während des Expansion Draft am 17. Juni 2013 wurde Lissin von Admiral Wladiwostok ausgewählt. Bei Admiral war er zunächst Mannschaftskapitän, ehe er im Dezember gegen eine Kompensationszahlung zum HK ZSKA Moskau wechselte. Zur Saison 2014/15 kehrte er zu Admiral zurück und bekleidete dort das Amt des Assistenzkapitäns. Im Mai 2015 verließ er den Klub und unterschrieb einen Zweijahresvertrag bei Salawat Julajew Ufa, der später bis 2018 verlängert wurde. Im Juni 2018 wechselte er zum HK Sibir Nowosibirsk und im Oktober des gleichen Jahres weiter zum HK Spartak Moskau.
Seit Oktober 2019 steht er beim HK Traktor Tscheljabinsk unter Vertrag.

### International
Im Juniorenbereich nahm Lissin mit seinem Heimatland an insgesamt drei Junioren-Weltmeisterschaften teil, darunter eine bei den unter 18-Jährigen und zwei bei den unter 20-Jährigen. Erstmals spielte der Flügelstürmer bei der U18-Junioren-Weltmeisterschaft 2004 im belarussischen Minsk, wo er nach einem 3:2-Finalsieg über das US-amerikanische Team mit der russischen Mannschaft die Goldmedaille gewann. Er selbst steuerte in sechs Turnierspielen drei Torvorbereitungen zum Erfolg bei. Bei seinen zwei Teilnahmen im U20-Bereich in den Jahren 2005 und 2006 sicherte er sich mit der Mannschaft jeweils die Silbermedaille. Die Finalspiele in beiden Jahren gingen gegen Kanada verloren. In den über zwei Jahren absolvierten zwölf Spielen gelangen ihm sieben Scorerpunkte, von denen er fünf im Jahr 2005 erzielte.

## Erfolge und Auszeichnungen
- 2004 Goldmedaille bei der U18-Junioren-Weltmeisterschaft
- 2005 Silbermedaille bei der U20-Junioren-Weltmeisterschaft
- 2006 Silbermedaille bei der U20-Junioren-Weltmeisterschaft
- 2006 Russischer Meister mit Ak Bars Kasan
- 2007 IIHF-European-Champions-Cup-Sieger mit Ak Bars Kasan
- 2014 KHL All-Star Game
- 2017 KHL All-Star Game

## Karrierestatistik

### International
Vertrat Russland bei:
- U18-Junioren-Weltmeisterschaft 2004
- U20-Junioren-Weltmeisterschaft 2005
- U20-Junioren-Weltmeisterschaft 2006

(Legende zur Spielerstatistik: Sp oder GP = absolvierte Spiele; T oder G = erzielte Tore; V oder A = erzielte Assists; Pkt oder Pts = erzielte Scorerpunkte; SM oder PIM = erhaltene Strafminuten; +/− = Plus/Minus-Bilanz; PP = erzielte Überzahltore; SH = erzielte Unterzahltore; GW = erzielte Siegtore; 1 Play-downs/Relegation; Kursiv: Statistik nicht vollständig)